# Homosexualität in Tadschikistan

Karte Tadschikistans in Regenbogenfarben

Homosexualität in Tadschikistan ist zwar legal, doch sehen sich Homosexuelle und LGBT-Personen in dem Land großumfänglich Diskriminierung, Herabsetzung und Homophobie ausgesetzt. Beinahe in jeder Hinsicht ist man Homosexualität in diesem Land feindlich gesinnt. Vonseiten der Politik sowie der geistlichen Führer sind immer wieder homophobe Äußerungen zu hören. Kein Gesetz schützt vor Diskriminierung aufgrund der sexuellen Orientierung oder Geschlechtsidentität.

## Rechtliche Situation
Homosexualität wurde in Tadschikistan 1998 legalisiert. Dabei wurde der Paragraph aus dem Strafgesetzbuch der Sowjetunion, der „Unzucht zwischen Männern“ verbot, aufgehoben (siehe Homosexualität in Russland).
Es existieren keine Antidiskriminierungsgesetze in Tadschikistan. Der Begriff der Diskriminierung ist in keinem Gesetzesrecht enthalten. Die Verfassung des Landes garantiert lediglich eine gleichberechtigte Anwendung und Ausübung von Rechten und Freiheiten und erwähnt kein konkretes Verbot der Diskriminierung.
Gleichgeschlechtliche Ehen sind in Tadschikistan nicht ausdrücklich verboten, allerdings implizit schon, da Artikel 12 Abs. 1 des Familiengesetzbuches besagt, dass eine Ehe sowohl die Zustimmung eines Mannes als auch einer Frau erfordert.

Geographische Lage Tadschikistans in Asien

Eine Änderung der Angabe des Geschlechts in offiziellen Dokumenten ist theoretisch möglich, jedoch besteht kein reguliertes Verfahren dafür. Es ist erforderlich, dem Standesamt ein von einer medizinischen Institution ausgestelltes Dokument vorzulegen. Es existiert jedoch kein einheitliches Muster eines solchen ärztlichen Formulars oder Dokuments. Dies führt dazu, dass Ärzte und Mitarbeiter von Bürgerämtern und Behörden willkürliche Entscheidungen treffen und rechtswidrige Forderungen im Kontext der Ausstellung eines Dokuments zur Geschlechtsumwandlung stellen. In der Praxis erfolgen Änderungen von Angaben zum Geschlecht in offiziellen Dokumenten mittels Bestechung und Korruption.
Anfang des Jahres 2020 begann das Land im Auftrag des tadschikischen Präsidenten Emomalij Rahmon mit der Ausarbeitung eines Gesetzentwurfs „Zum Schutz vor Diskriminierung“.

## Gesellschaftliche Situation
Homosexualität wird in größten Teilen der Gesellschaft nicht als natürliche, angeborene Form der sexuelle Orientierung betrachtet, sondern „im besten Fall als Krankheit, im schlimmsten Fall als Verbrechen“. Es gibt keinerlei soziologische Umfragen, die die Homophobie und die Ablehnung der Gesellschaft wirklich messen. Daher werden hier vier Fälle zitiert, die das Ausmaß der homophoben Tendenzen in der Gesellschaft verdeutlichen sollen (nach Quarteera e.V.):
Am 7. Februar 2014 verurteilte der Leiter des Islamischen Zentrums Tadschikistans Saidmukarram Abdulkodirzoda während der Freitagsgebete homosexuelle Beziehungen und bezeichnete sie als Unglück und Elend.
2017 haben das Innenministerium und die Generalstaatsanwaltschaft Tadschikistans eine Liste mit rund 370 homosexuellen Personen zusammengestellt. Die Personen auf der Liste wurden während eines Einsatzes des Innenministeriums unter den Codebezeichnungen „Sittlichkeit“ und „Säuberung“ identifiziert und aufgelistet.
2018 bezeichnete der Chefpsychiater Tadschikistans homosexuelle Männer als psychisch krank und kündigte an, dass die tadschikische Medizin homosexuelle Menschen und Transpersonen heilen könne.
2019 erklärte Zarif Alizoda, der Menschenrechtsbeauftragte der tadschikischen Regierung, dass die Behörden des Landes den Empfehlungen internationaler Organisationen hinsichtlich der Etablierung von LGBT-Rechten nicht folgen könnten. Der Grund, sagte er, „liegt in der Ethik und den Moralnormen bezüglich der Beziehungen zwischen Menschen im Land.“
Homosexuelle müssen in Tadschikistan ihre Homosexualität oft verstecken und können ihre Neigung nicht ausleben. Die Gesellschaft betrachtet Homosexualität oft als „aus dem Westen importiert“ und über Homosexuelle wird meist als Menschen „nichttraditioneller sexueller Orientierung“ gesprochen.
Im Mai 2015 tauchte in tadschikischen Medien die Meldung auf, dass nach einer Schätzung der Globalen Fonds zur Bekämpfung von AIDS, Tuberkulose und Malaria in Tadschikistan etwa 30.000 Homosexuelle leben würden. Tatsächlich dürfte ihre Zahl aber signifikant höher sein und, wie in allen anderen Ländern der Welt, etwa 1–8 % der Bevölkerung betragen [basiert auf Schätzung zum konkreten Anteil von LGBTQ* in der Europäischen Union, Dalia, 2018 ]. Bei 1 % wären das schon rund 95.000 Personen.

### LGBTQ-Community und Organisationen
Es gibt in Tadschikistan keine registrierten LGBT-Organisationen. Initiativgruppen, die sich mit Problemen der LGBT-Community befassen, beschäftigen sich in der Regel hauptsächlich mit anderen Themen, beispielsweise mit dem Thema Gesundheit.
Es existieren keine jährlichen Pride-Veranstaltungen und es gibt auch keine LGBT-Notunterkünfte.
Viele Vertreter der heutigen LGBT-Community behaupten, sich vor 1991 in der UdSSR sicherer gefühlt zu haben als im heutigen Tadschikistan. Ungeachtet der damaligen Strafbarkeit von Homosexualität unter Männern hätte das damalige Gesetz kaum Anwendung gefunden und weitestgehend größtenteils nur auf dem Papier bestanden. Es soll in der Hauptstadt Duschanbe mehrere Plätze gegeben haben, an denen sich LGBT-Leute versammelt hätten.